# Ндлову, Роузмари
Номия Роузмари Ндлову (африк. Nomia Rosemary Ndlovu, род. 1978) — южноафриканская осуждённая серийная убийца и бывшая сотрудница полиции, которая была осуждена за убийство шести человек — своего партнёра, который проживал вместе с ней, и пятерых своих родственников — в 2012—2018 гг. Мотивом Ндлову было жить за счёт их полисов страхования жизни и похорон, благодаря которым ей удалось получить 1,4 млн рандов (93 000 дол. США) на момент ареста. В 2021 году Ндлову приговорили к шести пожизненным срокам одновременно за убийства и к тому же к тридцати годам: 10 лет по четырём пунктам мошенничества, 10 лет за каждое из семи обвинений в подстрекательстве к убийству и 10 лет за попытку убийства своей матери, Марии Мушавана.

## Ранние годы и карьера
Номия Роузмари Ндлову родилась в Бушбакриджи в провинции Мпумаланга в одном из окружающих сёл приблизительно в 1978 году. Она посещала начальную и среднюю школу в Мпумаланзи, пока не поехала в Йоханнесбург.
В Йоханнесбурге Ндлову поступила в Службу полиции Южной Африки (SAPS) и была назначена в полицейский участок Тембизы, где впоследствии получила звание сержанта. Несмотря на то, что Ндлову считали уважаемой сотрудницей полиции, коллеги также упоминали о её зависимости от азартных игр, и о том, что она иногда убегала с работы, чтобы избежать кредиторов.

## Убийства
Первой жертвой Роузмари стал её двоюродный брат Мадала Уитнесс Хому, которого в марте 2012 года нашли забитым до смерти в Олифантсфонтейне. За его смерть Ндлову получила более 131 000 рэндов в виде страхования.
В июне 2013 года в то время как Ндлову находилась в своём доме, её сестру Одри нашли убитой путём отравления и удушения. Ндлову получила 717 421 рэндов страхования благодаря её смерти. В том же месяце была найдена убитой племянница Ндлову — Занеле Мота. За неё Роузмари получила около 119 840 рэндов.
В октябре 2015 года Мориса Мабасу, её парня и отца её ребёнка, нашли убитым в Олифантсфонтейне с более 76 ножевыми ранениями. От смерти Мабаси Ндлову получила более 131 000 рэндов в виде страховых выплат, которые она оформила на его имя. В апреле 2017 года её племянника, Майени Машабу, нашли убитым в Олифансфонтейне после того, как он встретился с Ндлову за день до смерти.
Последней жертвой Ндлову стал Брилиант Машего, племянник Ндлову и сын Одри, которого в последний раз видели живым в компании Розрами 22 января 2018 года в Бушбакриджи и нашли через 2 дня. В суде Ндлову призналась, что оформила полис на похороны Машего.

## Арест
Серия убийств Ндлову закончилась, когда её арестовали после того, как зафиксировали при попытке привлечь офицера полиции под прикрытием и ещё одного мужчину, выдававших себя за киллеров, чтобы заживо сжечь её сестру Джойс и пятерых её детей в своём доме. В 2021 году Ндлову приговорили к  шести одновременным пожизненным заключениям за убийства своего партнёра, сестры, двух племянников, племянницы и двоюродного брата, а также к тридцати годам за мошенничество, подстрекательство к убийству и покушение на убийство.
В 2023 году Департамент исправительных служб (DCS) объявил, что против Ндлову были выдвинуты внутренние обвинения за «нарушение Закона об исправительных службах» после того, как её поймали с мобильным телефоном, пользоваться которым в тюрьме запрещено.